# Ecballogonia
Ecballogonia là một chi bướm đêm thuộc họ Cosmopterigidae.